# Sensommar Reggae
Sensommar Reggae är ett album gjord av Johan Pettersson.

## Låtlista
1. "Som dom enklaste orden"
2. "Jag vill hem"
3. "Spegelviskningar"
4. "Kommer du ihåg"
5. "Det man förtjänar"
6. "Jag älskar dig"